# Пишонца (Великопольське воєводство)
Пишонца (пол. Pysząca, нім. Sansberg) — село в Польщі, у гміні Сьрем Сьремського повіту Великопольського воєводства.
Населення — 570 осіб (2011).
У 1975-1998 роках село належало до Познанського воєводства.

## Демографія
Демографічна структура станом на 31 березня 2011 року:
|          | Загалом | Допрацездатний вік | Працездатний вік | Постпрацездатний вік |
| -------- | ------- | ------------------ | ---------------- | -------------------- |
| Чоловіки | 287     | 65                 | 194              | 28                   |
| Жінки    | 283     | 59                 | 166              | 58                   |
| Разом    | 570     | 124                | 360              | 86                   |